# 牧角悦子
牧角（竹下）悦子（まきずみ（たけした）えつこ、1958年9月28日 - ）は、日本の中国文学者、二松學舍大学教授。専攻は中国文学・中国古典学。日本中国学会首席監事、日本聞一多学会代表理事。
1958年福岡県福岡市生まれ。1977年福岡県立修猷館高等学校卒業、1981年九州大学文学部文学科中国文学専攻卒業、1985年九州大学大学院文学研究科中国文学専攻博士後期課程単位取得満期退学、1985年九州大学文学部助手、2001年二松學舍大学教授、同大学院文学研究科教授、2010年京都大学より博士（文学）の学位を取得。2019年二松學舍大学文学部長、同大学院文学研究科長。
2021年度 第13代東アジア文化交渉学会会長に就任。

## 著書

### 単著
- 『列女伝―伝説になった女性たち』明治書院〈漢字・漢文ブックス〉、2001年
- 『中国古代の祭祀と文学』「中国学芸叢書13」創文社、2006年
- 『詩経・楚辞 ビギナーズ・クラシックス中国の古典』角川ソフィア文庫、2012年
- 『経国と文章―漢魏六朝文学論』汲古書院、2018年

### 共編著
- 『詩経・楚辞 鑑賞中国の古典11』福島吉彦 共編著 角川書店、1989年
- 『新釈漢文大系 詩経 上・中・下』石川忠久著 明治書院、1997-2000年。
- 『漢学という視座』〈講座近代日本と漢学 1〉町 泉寿郎[6]と共編 戎光祥出版、2019年[7]
- 『神話世界と古代帝国』〈アジア人物史 1〉集英社 2023年（分担執筆：「中国神話 - 中国古代史の再構成」47－70頁、「第11章 伝統から革新へ - 後漢末の混乱と「乱世の奸雄」の登場」623-690頁）
- 『石川忠久の漢詩紀行100選：鑑賞ガイド』石川忠久・牧角悦子共著 ユーキャン、2004年。解説担当